# Maximo
IBM Maximo Asset Management是一个由IBM生产的企业资产管理系统（EAM）解决方案，用来对企业资产的运作、维护和部署服务。其主要针对下述行业：
- 制造业（例如石油工业、天然气工业、化工、采矿、机械制造业、制药、食品工业、电力和能源工业）
- 基建业（包括铁路、高速路，电信行业，净水和污水处理，配电网和天然气输送网）
- 运输业（例如军运、空运、道路运输、船运、铁路运输等）
- 不动产（例如办公室、学校和医院）

其目前最新版本为7.6.1。它是集企业资产管理系统、服务管理系统、IT资产管理系统于一体的软件套件，可扩展性好，并能轻松的和已有的企业资源计划（ERP）系统进行整合。
Maximo最初是由MRO Software开发的。该公司2006年8月被IBM收购。